# 国際標準同人誌番号

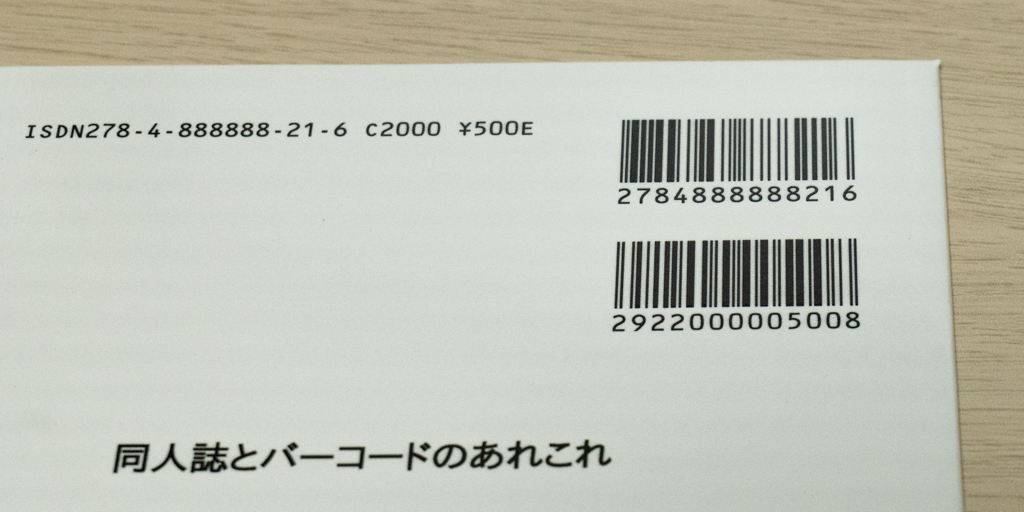
ISDNが印刷された同人誌

国際標準同人誌番号（英：International Standard Dojin Numbering）は、同人作品を識別するために設けられた番号システムの一種。略称はISDN。
ISBN（国際標準図書番号）のパロディ。本家ISBN同様、各作品ごとに13桁のアラビア数字が一意に割り当てられる。

## 概要
2008年7月、聖やきょう（本名：岡野正明）によって、同人誌などの同人作品の情報を一元的に管理する方法として、新たに「ISDN」という規格が考案された。このISDNは、いわば「同人誌のためのISBN」と位置づけられており、同人作品に携わる全ての人の基盤となるシステムを目指していると語られている。
本家ISBN同様、ISDNは13桁のアラビア数字で構成される。ウェブサイト上から発行申請を行うことができ、各同人作品に対して一意にISDNが発行される。この番号はウェブサイト上で管理されている作品情報と紐づいており、HTMLおよびXML形式でデータを閲覧・取得することができる。またISDN発行時に別途バーコードの作成を依頼することもでき、これを用いて同人作品に管理用のEANコードを設けることができる。
現在、このISDNは「国際標準同人誌機構/日本同人誌コード管理センター」を名乗る非営利の任意団体（同人サークル）によって管理されている。よってISDNは既存のISBNとは別の規格であり、当然このまま一般の書籍の流通経路に乗せることはできない。ただ本家ISBNとは異なり、ISDNの発行申請には一切の費用が発生しないため、利用に際してのハードルは低い。その上ISBNを発行することができない書籍以外の音楽、ソフトウェア、グッズ、フライヤー、コピー本などの多種多様な作品の形態にも対応しており、比較的自由度が高い。
なおISDNの発行は任意であり、印刷会社、書店、即売会などにおいて基本的に不要である。しかし、一部の印刷会社などではISDN用のデータや専用のバーコードシールを販売している例がわずかながら存在する。

## 発行対象となる作品形態
ISDNの申請フォームには、以下の作品形態が用意されている。
- 同人誌（本）
- 同人グッズ
- 同人音楽
- 同人ソフト
- 同人ハード
- フィギュア・ドール
- 衣装・アクセサリ
- フライヤー（ペーパー）
- イベントカタログ

本家ISBNとは異なり、書籍としての体裁を成していないものや、書籍でない作品についてもISDNの発行を認めている。またコピー機で印刷した本（いわゆるコピー本）や手作りのグッズ、CD・DVDメディア、実体のないダウンロード作品などに対しても発行することができる。なおISBNを既に取得している書籍に対してもISDNを発行することができる。

## ISDNの規格仕様
ISDNは固定長の13桁アラビア数字を使用する。なお本家ISBNには2006年12月31日まで発行されていた「10桁」の旧規格が存在するが、2008年に制定されたISDNは新規格の方である「13桁」のみを採用している（ただし相談があれば10桁のISDNも非推奨だが対応可能としている）。
基本的な仕様は本家ISBNとほとんど同じだが、前方の数値には278～279が用いられるという点が大きく異なる。これはインストアコードの「20X～29X」と本家ISBN-13の「978～979」を合成させた数値である。
|                   | ISBN                                                | ISDN                                                |
| ----------------- | --------------------------------------------------- | --------------------------------------------------- |
| 仕様              | 10桁固定長（2006年まで） 13桁固定長（2007年から）   | 13桁固定長                                          |
| 接頭記号（3桁）   | 978、979                                            | 278、279                                            |
| グループ記号      | 地域に応じて数値を割り振る（1～5桁）。日本の場合は4 | 地域に応じて数値を割り振る（1～5桁）。日本の場合は4 |
| 出版社記号        | 出版社に応じて異なる                                | 作品に応じてランダムな数値を発行する（1～7桁）      |
| 書名記号          | 版ごとに付与される                                  | 作品に応じてランダムな数値を発行する（1～2桁）      |
| チェックデジット  | モジュラス10 ウェイト3・1（JANコードと同じ）        |                                                     |
| 例                |                                                     |                                                     |
| 978-3-16-148410-0 | 278-4-702901-97-8                                   |                                                     |

### 書籍JANコード
なお一般の書籍同様、日本図書コード（Cコード）や価格を表記した、2段目のバーコードも用いることができる。これらの規格も書籍JANコードと概ね同様である。ただし接頭記号がISBNは192なのに対して、ISDNは292を用いる。
|                  | ISBN                                         | ISDN                                         |
| ---------------- | -------------------------------------------- | -------------------------------------------- |
| 接頭記号（3桁）  | 192                                          | 292                                          |
| Cコード（4桁）   | 日本図書コードに準じる                       | 日本図書コードに準じる                       |
| 価格（5桁）      | 5桁固定長にゼロ埋めした税抜価格              | 5桁固定長にゼロ埋めした頒布価格              |
| チェックデジット | モジュラス10 ウェイト3・1（JANコードと同じ） | モジュラス10 ウェイト3・1（JANコードと同じ） |
| 例               |                                              |                                              |
| 192-0192-01238-6 | 292-3055-00100-7                             |                                              |

### ISDNの表示
ISDNを文字列として表記する場合は、ISDN278-4-702901-97-8のようにISBN-13の仕様と同じ。
またCコードを表記する場合には、ISDN278-4-702901-97-8 C3055と表記すれば良い。また価格も併記する場合は、ISDN278-4-702901-97-8 C3055 ¥100Eと表記すれば良い（\とEで金額を挟む）。

## 作品データ
ISDNをウェブサイトの検索バーに入力することで、その同人作品のデータを検索して、閲覧することができる。各作品のページはhttps://isdn.jp/<ISDN-13>というURLで表現されている。
その他、コンピュータが処理しやすいXML形式でもデータを取得することができる。この場合は、https://isdn.jp/xml/<ISDN-13>というURLでアクセスすることができる。なおXML用のスキーマ（XSD）も提供されている。
- https://isdn.jp/2784702901978 (HTML形式)
- https://isdn.jp/xml/2784702901978 (XML形式)

| 必須 | タグ | タグ                  | タグ                  | 型     | 意味                           | 備考                                              |
| ---- | ---- | --------------------- | --------------------- | ------ | ------------------------------ | ------------------------------------------------- |
|      | item | item                  | item                  |        |                                | 各作品情報ごとの区切り                            |
| ◎    | ┠    | disp-isdn             | disp-isdn             | 文字列 | 表示用ISDN                     |                                                   |
| ◎    | ┠    | region                | region                | 文字列 | 地域                           |                                                   |
| ◎    | ┠    | class                 | class                 | 文字列 | 区分（オリジナル/パロディ）    |                                                   |
| ◎    | ┠    | type                  | type                  | 文字列 | 形態（同人誌・同人グッズなど） |                                                   |
| ◎    | ┠    | rating_gender         | rating_gender         | 文字列 | レーティング（性別）           | 区別なし・女性向け・男性向け                      |
| ◎    | ┠    | rating_age            | rating_age            | 文字列 | レーティング（年齢）           | 一般・15禁・18禁                                  |
| ◎    | ┠    | product-name          | product-name          | 文字列 | 作品名                         |                                                   |
| ◯    | ┠    | product-yomi          | product-yomi          | 文字列 | 作品名ふりがな                 |                                                   |
| ◎    | ┠    | publisher-code        | publisher-code        | 文字列 | 発行者コード                   |                                                   |
| ◎    | ┠    | publisher-name        | publisher-name        | 文字列 | 発行者（サークル）名           |                                                   |
| ◯    | ┠    | publisher-yomi        | publisher-yomi        | 文字列 | 発行者名ふりがな               |                                                   |
| ◎    | ┠    | issue-date            | issue-date            | 日付   | 発行日                         |                                                   |
|      | ┠    | genre-code            | genre-code            | 文字列 | ジャンルコード                 | コミックマーケットのジャンルコード                |
|      | ┠    | genre-name            | genre-name            | 文字列 | ジャンル名                     |                                                   |
|      | ┠    | genre-user            | genre-user            | 文字列 | ジャンル補足                   |                                                   |
|      | ┠    | c-code                | c-code                | 文字列 | Cコード                        |                                                   |
|      | ┠    | author                | author                | 文字列 | 販売対象                       | Cコード1桁目の意味                                |
|      | ┠    | shape                 | shape                 | 文字列 | 形態                           | Cコード2桁目の意味                                |
|      | ┠    | contents              | contents              | 文字列 | 内容                           | Cコード3・4桁目の意味                             |
|      | ┠    | price                 | price                 | 数値   | イベント頒布価格               |                                                   |
|      | ┠    | price-unit            | price-unit            | 文字列 | 通貨単位                       | ISO 4217                                          |
|      | ┠    | barcode2              | barcode2              | 文字列 | 2段目バーコード                |                                                   |
|      | ┠    | product-comment       | product-comment       | 文字列 | 作品内容コメント               |                                                   |
|      | ┠    | product-style         | product-style         | 文字列 | 体裁                           | 印刷・製本・プレスなど                            |
|      | ┠    | product-size          | product-size          | 文字列 | 大きさ                         | B5・文庫など                                      |
|      | ┠    | product-capacity      | product-capacity      | 数値   | 内容量                         |                                                   |
|      | ┠    | product-capacity-unit | product-capacity-unit | 文字列 | 内容量の単位                   | ページ数、データ容量、演奏時間など                |
|      | ┠    | sample-image-uri      | sample-image-uri      | URL    | サンプル画像                   | 最大150x150px                                     |
|      | ┠    | useroption            | useroption            |        | 登録者定義情報                 | 執筆者や作品・作品の体裁など、 その他の細かい情報 |
|      | ┃    | ├                     | property              | 文字列 | 項目名                         |                                                   |
|      | ┃    | └                     | value                 | 文字列 | 値                             |                                                   |
|      | ┗    | external-link         | external-link         |        | リンク                         | 作品やサークルについての関連リンク                |
|      |      | ├                     | title                 | 文字列 | リンク先サイトタイトル         |                                                   |
|      |      | └                     | uri                   | URL    | URL                            |                                                   |

なお、作品データすべてを取得するには、サイトマップ（https://isdn.jp/sitemap.xml）を用いることが推奨されている。

## ISDNのメリット
ISDNは2025年5月16日時点で登録作品数が11,000件を突破した。しかしこれは、即売会や同人作品全体の規模から考えると、極めて限定的な数であり、本家ISBNほど書籍の販売現場と密接に紐づいた関係ではない。実際、印刷会社への入稿や即売会での見本誌提出などにおいて、このISDNが利用される例は存在しないか、非常に稀である。
しかしISDNは一般のバーコードリーダーでも読み取れるため、POSシステムを利用した店舗や即売会などにおける在庫管理、あるいは専用のアプリケーションを利用した自宅の蔵書管理などに活用することができる。「司書にゃん」や「司書のこぁちゃん」など、ISDNに対応したソフトウェアも既に存在する。
また単純に、自身の制作した同人誌にバーコードを印字できる（市販書籍風のデザインにできる）という点もメリットである。